# كيوكو هاسيغاوا
كيوكو هاسيغاوا (باليابانية: 長谷川京子؛ بالكانا: はせがわ きょうこ) هي تارينتو وعارضة وممثلة يابانية، ولدت في 22 يوليو 1978 في تشيبا في اليابان.

## اعمال

### افلام
- ثلاث... متطرفين (2004)

## وصلات خارجية
- الموقع الرسمي
- كيوكو هاسيغاوا على موقع IMDb (الإنجليزية)
- كيوكو هاسيغاوا على موقع قاعدة بيانات الفيلم (الإنجليزية)